# Albert Jacquard
Albert Jacquard (Lyon, 23 de dezembro de 1925 — Paris, 11 de setembro de 2013) foi um cientista e ensaísta francês. Foi geneticista e membro do Comité consultatif national d'éthique.
Albert Jacquard dedicou a essência de sua atividade à difusão de um discurso humanista destinado a favorecer a evolução da consciência coletiva. Ele é um dos patronos da Association Droit au Logement, membro do comitê de patrocínio da Coordenação francesa para o Decênio da cultura da paz e da não-violência e apresenta regularmente uma crônica radiofônica sobre cultura da França. Também é um dos defensores do decrescimento sustentável.

## Obras

### Trabalhos científicos
- Structure génétique des populations, Masson, 1970
- Les probabilités, Collection Que sais-je?, Presses universitaires de France, 1974
- Génétique des populations humaines, Presses universitaires de France, 1974
- L’Étude des isolats. Espoirs et limites, Presse universitaires de France-Institut national d'études démographiques (INED), 1976
- Concepts en génétique des populations, Masson, 1977

### Obras de vulgarização científica
- Éloge de la différence, Éditions du Seuil, 1978
- Moi et les autres, Éditions du Seuil, 1983
- Au péril de la Science ?, Éditions du Seuil, 1984
- Inventer l’homme, Éditions Complexe, 1984
- L’Héritage de la liberté, Éditions     du Seuil, 1986
- Cinq milliards d’hommes dans un vaisseau, Éditions du Seuil, 1987
- Moi, je viens d’où ?, Éditions du Seuil, 1988
- Abécédaire de l’ambiguïté, Éditions du Seuil, 1989
- C’est quoi l’intelligence ?, Éditions du Seuil, 1989
- Idées vécues, Flammarion, 1990
- Voici le temps du monde fini, Éditions du Seuil, 1991
- Tous différents, tous pareils, Éditions Nathan, 1991
- Comme un cri du cœur, Éditions l’Essentiel, 1992 (obra cole(c)tiva)
- La Légende de la vie, Flammarion, 1992
- E=CM2, Éditions du Seuil, 1993
- Deux sacrés grumeaux d’étoile, Éditions de la Nacelle, outubro de 1993
- Science et croyances, Éditions Écriture, março de 1994
- Absolu, dialogue avec l’abbé Pierre, Éditions du Seuil, 1994
- L’Explosion démographique, Flammarion, cole(c)ção "Dominos", 1994
- La Matière et la vie, Éditions Milan, col. "Les essentiels", 1995
- La Légende de demain, Flammarion, 1997
- L’Équation du nénuphar, Calmann-Lévy, 1998
- L'avenir n'est pas écrit, (com Axel Kahn), Bayard, 2001
- Paroles citoyennes, (com Alix Domergue), Albin Michel, 2001
- De l'angoisse à l'espoir, (com Cristiana Spinedi), Calmann Lévy, 2002
- La Science à l’usage des non-scientifiques, 2003

### Obras filosóficas e/ou políticas
- Un monde sans prisons ?, Éditions du Seuil, 1993
- J’accuse l’économie triomphante, Calmann-Lévy, 1996
- Le Souci des pauvres. L’Héritage de François d’Assise, Calmann-Lévy, 1996
- Petite philosophie à l’usage des non philosophes, Québec-Livres, 1997
- Le Souci des pauvres, 1998
- A toi qui n’est pas encore né, 1998
- Dieu ?, 2003
- Tentative de lucidité: coletânea de algumas crônicas dispersas sobre cultura francesa, 2003 (arquivos das crônicas)
- Halte aux Jeux !, Stock, 2004
- Nouvelle petite philosophie, Stock, 2005
- Mon utopie, Stock, 09/2006
- O Absoluto,02/2006

### Obras em português
- Da angústia à esperança: lições de ecologia humana ("De l'angoisse à l'espoir"). Petrópolis, RJ: Vozes, 2004. ISBN 8532629520.
- Filosofia para não-filósofos: respostas claras para questões essenciais ("Petite philosophie à l'usage des non-philosophes"). Rio de Janeiro: Campus, 2004. ISBN 8535215174
- O futuro não está escrito ("L'aventir n'est pas écrit"). Lisboa: Instituto Piaget, D.L. 2004. ISBN 972-771-725-X
- A ciência ao serviço dos não cientistas ("La science à l'usage des non-scientifiques"). Lisboa: Instituto Piaget, D.L. 2003. ISBN 972-771-626-1
- A lenda da vida ("La légende de la vie"). Lisboa: Instituto Piaget, D.L. 2001. ISBN 972-771-458-7
- A equação do Nenúfar : os prazeres da ciência ("L'Équation du nénuphar"). Lisboa: Terramar, 1998. ISBN 972-710-214-X
- O homem e seus genes ("Les hommes et leurs gènes"). São Paulo: Ática, 1997. ISBN 8508064608
- A explosão demográfica ("L'explosion démographique"). São Paulo: Ática, 1998. ISBN 8508068204
- Matéria e vida ("La matiére et la vie"). Lisboa: Texto, 1997. ISBN 972-47-0979-5
- Ensaio sobre a pobreza: a herança de Francisco de Assis ("Le souci des pauvres-l'héritage de François d'Assise"). Mem Martins: Europa-América, 1997. 972-1-04286-2
- O absoluto /Abbé Pierre, Albert Jacquard: diálogo moderado por Hélène Amblard ("Absolu"). Lisboa: Notícias, 1997. ISBN 972-46-0844-1
- Acuso a economia triunfante ("J'acuse l'économie triomphante"). Mem Martins: Europa-América, D.L. 1996. ISBN 972-1-04131-9
- Todos semelhantes, todos diferentes ("Tous pareils, tous differents"). São Paulo: Augustus, 1993. ISBN 85-85497-07-6
- Donde venho? ("Moi, je viens d'oú?"). Mem Martins: Terramar, D.L. 1991. ISBN 972-710-025-2
- Que é ser inteligente? ("C'est quoi l'intelligence?"). Mem Martins : Terramar, D.L. 1991. ISBN 972-710-017-1
- Inventar o homem ("Inventer l'homme"). Mem Martins: Terramar, D.L. 1990.
- Elogio da diferença : a genética e os homens ("Eloge de la différence : la génétique et les hommes"). Mem Martins: Europa-América, D.L. 1989. ISBN 972-1-02825-8
- A herança da liberdade: da animalidade à humanidade ("Heritage de la liberté"). Lisboa: Dom Quixote, 1988.
- O meu primeiro livro de genética ("Moi et les outres (initiation à la génétique)"). Lisboa: D. Quixote, 1986.